# Newfoundland Growlers
Die Newfoundland Growlers waren ein kanadisches Eishockeyfranchise aus St. John’s in der Provinz Neufundland und Labrador, das zwischen den Spielzeiten 2018/19  und 2023/24 in der ECHL spielte. Es fungierte als Farmteam der Toronto Maple Leafs aus der National Hockey League und trägt seine Heimspiele im Mary Brown’s Centre aus. In seiner Premierensaison gewannen die Growlers den Kelly Cup.

## Geschichte
Mit den St. John’s Maple Leafs sowie den beiden Inkarnationen der St. John’s IceCaps verfügte die Stadt St. John’s mehr als 25 Jahre lang über ein professionelles Eishockeyteam aus der American Hockey League (AHL). Dies änderte sich im Jahre 2017, als das zweite Franchise der IceCaps nach Laval umzog und dort seither als Rocket de Laval firmiert. In der Folge wurde versucht, die entstandene Lücke mit einem Team aus der ECHL oder auch mit einer Juniorenmannschaft der Ligue de hockey junior majeur du Québec zu füllen. Schließlich erhielt Glenn Stanford, ein lokaler Geschäftsmann und langjähriger Eishockeyfunktionär, die Zusage der ECHL für ein neues Team in St. John’s. Dieser war zuvor bereits bei den St. John’s Maple Leafs als Vice President of Hockey Operations bzw. bei den Hamilton Bulldogs als Präsident tätig gewesen. Nachdem sich Stanford im Rahmen eines Schiedsverfahrens mit den Eigentümern der St. John’s Edge, dem Basketballteam der Stadt, über die Nutzungsrechte des Mary Brown’s Centre geeinigt hatte, gab die ECHL im März 2018 offiziell die Expansion bekannt.
Im Mai 2018 wurde der Name Newfoundland Growlers verkündet, bevor im Juni gleichen Jahres Ryane Clowe als erster Cheftrainer des Teams vorgestellt wurde. Zudem wurde bekanntgegeben, dass die Growlers in der National Hockey League mit den Toronto Maple Leafs bzw. in der AHL mit den Toronto Marlies kooperieren.
Noch in der Debütsaison trat Clowe aus gesundheitlichen Gründen als Cheftrainer zurück und übergab das Amt im Januar 2019 an seinen bisherigen Assistenten John Snowden. Das Team setzte sich in der Playoff-Finalserie gegen die Toledo Walleye durch und gewann in seiner Premierensaison den Kelly Cup. Den Erfolg des ersten Jahres konnte das Team in der Folge nicht wiederholen. Im Verlauf der Saison 2023/24 geriet das Franchise in finanzielle Schwierigkeiten und musste den Spielbetrieb daher Anfang April 2024 noch während der laufenden Spielzeit einstellen.

## Ehemalige Spieler
- Tyler Boland
- Kyle Cumiskey
- Timothy Liljegren
- Adam Pardy
- Kristiāns Rubīns